# Vy-lès-Rupt
Vy-lès-Rupt is een gemeente in het Franse departement Haute-Saône (regio Bourgogne-Franche-Comté) en telt 104 inwoners (2011). De plaats maakt deel uit van het arrondissement Vesoul.

## Geografie
De oppervlakte van Vy-lès-Rupt bedraagt 8,4 km², de bevolkingsdichtheid is dus 12,4 inwoners per km².
De onderstaande kaart toont de ligging van Vy-lès-Rupt met de belangrijkste infrastructuur en aangrenzende gemeenten.

## Demografie
Onderstaande figuur toont het verloop van het inwonertal (bron: INSEE-tellingen).